# Presnel Kimpembe
Presnel Kimpembe (Beaumont-sur-Oise, 13 d'agost de 1995) és un futbolista francès que juga actualment com a defensa amb el Paris Saint-Germain FC de la Ligue 1. Va formar part de l'equip de França que va guanyar el Mundial 2018.

## Carrera de club
Kimpembe va debutar com a professional amb el Paris Saint-Germain FC (PSG) el 17 d'octubre de 2014 contra el RC Lens.
El 12 de febrer de 2019, Kimpembe va marcar el seu primer gol amb el PSG contra el Manchester United FC en un partit a domicili a Old Trafford. L'11 de juliol de 2020, Kimpembe va signar una ampliació de contracte amb el PSG fins al 2024.
El 26 de febrer de 2023, Kimpembe va ser retirat del camp en llitera després de trencar-se el tendó d'Aquil·les en una victòria per 3–0 contra els seus rivals de Le Classique, l'Olympique de Marsella. Aquesta lesió va requerir cirurgia i va arribar només dues setmanes després del seu retorn d'una lesió muscular que l'havia mantingut fora de joc durant tres mesos. El 20 de desembre de 2023, Kimpembe va renovar el seu contracte amb el PSG fins al 2026.
Al gener de 2024, va sotmetre's a una altra cirurgia al tendó d'Aquil·les, que el va mantenir fora dels terrenys de joc durant tota la temporada 2023–24.

## Carrera internacional
Kimpembe va rebre la seva primera convocatòria amb la selecció absoluta de França l'octubre de 2016, després que Eliaquim Mangala es retirés per lesió, per disputar els partits de classificació per al Mundial de 2018 contra Bulgària i Països Baixos.
El 17 de maig de 2018, va ser convocat per formar part de la llista de 23 jugadors de la selecció francesa per al Mundial de 2018 a Rússia. El 18 de maig de 2021, va ser convocat per formar part de la llista de 26 jugadors de França per a l'Eurocopa 2020.
El 10 d'octubre de 2021 va ser titular a la final de la Lliga de Nacions de la UEFA 2021 que França va guanyar contra Espanya per 1-2.
El 9 de novembre de 2022, va ser inclòs en la llista de convocats de França per al Mundial de 2022 a Qatar.

## Palmarès
Paris Saint-Germain
- 7 Ligue 1: 2014-15, 2015-16, 2017-18, 2018-19, 2019-20, 2021-22, 2022-23
- 4 Copes franceses: 2015-16, 2016-17, 2017-18, 2019-20
- 4 Copes de la lliga francesa: 2015-16, 2016-17, 2017-18, 2019-20
- 5 Supercopes franceses: 2016, 2017, 2020, 2022, 2023

Selecció francesa
- 1 Copa del Món: 2018
- 1 Lliga de les Nacions de la UEFA: 2020-21